# One Love (Dr. Alban-dal)
Az One Love című kislemez a 2. az azonos címet viselő albumról, mely 1992 augusztusában jelent meg, és több európai országban slágerlistás helyezett volt, azonban a korábbi It’s My Life sikereit nem sikerült felülmúlnia.

## Tracklista
CD kislemez
1. One Love (radio version) — 4:12
2. Reggae Gone Ragga (album version) — 4:01

CD maxi
1. One Love (radio version) — 4:12
2. One Love (extended version) — 6:03
3. One Love (dragon fly version) — 5:17
4. One Love (africana version) — 4:55

7 kislemez
1. One Love (radio version) — 4:12
2. Reggae Gone Ragga (album version) — 4:01

## Slágerlista
| Slágerlista(1992)                              | Legmagasabb helyezés |
| ---------------------------------------------- | -------------------- |
| Ausztria (Ö3 Austria Top 40)                   | 9                    |
| Belgium (Ultratop 50 Flanders)                 | 8                    |
| Finnország (Suomen virallinen lista)           | 7                    |
| Németország (Media Control Charts)             | 7                    |
| Írország (IRMA)                                | 3                    |
| Hollandia (Top 40)                             | 12                   |
| Új-Zéland (Recorded Music NZ)                  | 42                   |
| Norvégia (VG-lista)                            | 10                   |
| Svédország (Sverigetopplistan)                 | 19                   |
| Svájc (Schweizer Hitparade)                    | 19                   |
| UK kislemezlista (The Official Charts Company) | 45                   |

## Külső hivatkozások
- A dal szövege[12]
- A dal videóklipje[13]